# کپلر-۱۸۶
کپلر-۱۸۶ یک ستاره کوتوله در صورت فلکی ماکیان است. کپلر-۱۸۶اف و چهار سیاره دیگر به دور این ستاره در حال چرخش هستند.